# Чжан Фэнлю
Чжан Фэнлю́ (кит. упр. 张凤柳, пиньинь Zhāng Fèngliǔ, род. 15 ноября 1989, Чаоян, Ляонин) — китайская спортсменка (вольная борьба), чемпионка мира, призерка чемпионатов Азии и Олимпийских игр.

## Биография
Родилась в 1989 году в Чаояне (провинция Ляонин). Борьбой начала заниматься с 2002 года.
В 2008 году стала бронзовой призёркой чемпионата Азии, в 2009 году повторила этот результат. В 2013 году стала чемпионкой мира. В 2016 году приняла участие в Олимпийских играх в Рио-де-Жанейро, где стала обладательницей бронзовой медали.